# Meijin 2004
Il Meijin 2004 è stata la 29ª edizione del torneo goistico giapponese Meijin.

## Qualificazioni
Dalle eliminatorie i giocatori qualificati al torneo finale sono stati Toshiya Imamura, Kimio Yamada e Satoru Kobayashi.

## Torneo
- W indica vittoria col bianco
- B indica vittoria col nero
- X indica la sconfitta
- +R indica che la partita si è conclusa per abbandono
- +N indica lo scarto dei punti a fine partita
- +F indica la vittoria per forfeit
- +T indica la vittoria per timeout
- +? indica una vittoria con scarto sconosciuto
- V indica una vittoria in cui non si conosce scarto e colore del giocatore

| Giocatore        |       |       |       |       |       |       |       |       |       | Risultato | Note                                     |
| ---------------- | ----- | ----- | ----- | ----- | ----- | ----- | ----- | ----- | ----- | --------- | ---------------------------------------- |
| Keigo Yamashita  | –     | W+R   | B+R   | X     | B+R   | W+1,5 | X     | X     | X     | 4-4       |                                          |
| Rin Kaiho        | X     | –     | X     | X     | W+1,5 | X     | W+3,5 | B+0,5 | X     | 3-5       | Retrocesso                               |
| Cho U            | X     | B+R   | –     | W+1,5 | B+R   | X     | B+0,5 | W+R   | B+R   | 6-2       | Qualificato allo spareggio per la finale |
| Ō Rissei         | B+R   | W+5,5 | X     | –     | X     | B+R   | X     | X     | X     | 3-5       | Retrocesso                               |
| Cho Chikun       | X     | X     | X     | B+R   | –     | X     | X     | X     | X     | 1-7       | Retrocesso                               |
| Ō Meien          | X     | W+R   | B+5,5 | X     | B+R   | –     | X     | X     | W+2,5 | 4-4       |                                          |
| Satoru Kobayashi | W+4,5 | X     | X     | B+R   | W+R   | B+2,5 | –     | W+R   | B+R   | 6-2       | Qualificato allo spareggio per la finale |
| Toshiya Imamura  | B+2,5 | X     | X     | W+R   | B+R   | W+R   | X     | –     | W+R   | 5-3       |                                          |
| Kimio Yamada     | W+R   | B+3,5 | X     | B+R   | W+0,5 | X     | X     | X     | –     | 4-4       |                                          |

## Finale
La finale è stata una sfida al meglio delle sette partite.